# 足利氏 (藤原氏)
足利氏（あしかがし）は、平安時代の関東北部の豪族。下野国足利荘（現栃木県足利市）を本拠とする。藤原秀郷の後裔で、源姓足利氏との弁別のため藤姓足利氏とも呼ばれる。「数千町」を領掌する郡内の棟梁で、同族である小山氏と勢力を争い「一国之両虎」と称されたが（『吾妻鏡』養和元年閏2月23日条、9月7日条）、源頼朝に滅ぼされた。

## 出自・略史
藤原秀郷の子孫は代々坂東各地の国司や鎮守府将軍を歴任していたが、淵名兼行の代に上野国に土着し、その子の成行は下野国足利郡を本拠として足利と名乗った。ただし、兼行・成行は系図以外の史料では確認できない。確実な史料に現れるのは足利成綱・足利家綱からで、京で行われる相撲節に相撲人としてたびたび参加している。天永2年（1111年）の相撲節で成綱は「奈波四郎」と呼ばれており（『長秋記』8月21日条）、上野国衙の近隣である那波郡（現在の群馬県伊勢崎市）を拠点としていた。藤姓足利氏の分流である大胡・那波・佐位・佐貫・薗田は上野東部の地名であり、天仁元年（1108年）の浅間山噴火で荒廃した上野国東部の再開発を担って勢力を扶植したと推測される。
家綱も上野国との関係が深く、永久2年（1114年）8月、国衙領の雑物を押し取ったとして、上野国司が家綱を検非違使庁に告発している（『中右記』8月16日条）。家綱の在地における勢威が国司にも対処できない程であったことがうかがえるが、この時に郎党の監督責任を巡って源為義と源義国が争論しているので、家綱は河内源氏と主従関係を結んでいたと思われる。康治元年（1142年）、開発領主である家綱と院北面として中央に人脈を有する義国の連携により、安楽寿院領足利荘が立券された。家綱が現地を管理する下司、義国が上位の預所として利益を分配したと見られるが、両者の協力関係は翌年には綻びを見せ始める。足利荘の南にある簗田御厨は家綱が荒木田利光を口入人として成立させた伊勢神宮内宮領であったが、康治2年（1143年）に義国が介入して、内宮の口入人を荒木田元定、外宮の口入人を度会彦忠とする二宮領として再寄進した。これを不服とした家綱は義国と争論するが、鳥羽院の裁定により義国が勝訴して「本領主」と認められ、家綱は簗田御厨の権益を奪われる形となった。もっとも両者の関係がすぐに破綻した訳ではなく保元の乱では家綱の子・俊綱が下野国から八田知家と並んで源義朝配下として参戦している。
しかし、新田義重が保元2年（1157年）金剛心院領新田荘の下司に任じられて在地への関与を強めると、藤姓足利氏と義国流は競合することになる。新田荘の開発には藤姓足利氏も関わっていたと推測されるが、義重の下司補任により荘内から排除された。義国流による圧迫はついに足利荘にも及び、仁安年間（1166年 ～ 1169年）、俊綱はある女性を凶害したことで足利荘領主職を得替となり、平重盛が新田義重に足利荘を賜うという事態となった。俊綱の愁訴により足利荘改替は何とか回避されるが、新田氏との対立は決定的となった。
治承4年（1180年）5月の以仁王の挙兵では、俊綱の嫡子・忠綱が平氏軍に加わり宇治川を先陣で渡河して敵軍を討ち破る大功を立てた。忠綱は勧賞として俊綱のかねてからの望みであった上野十六郡の大介任官と新田荘を屋敷所にすることを平清盛に願い出た。しかし他の足利一門が勧賞を平等に配分するよう抗議したため撤回となった。この勧賞撤回騒動は藤姓足利一門の内部分裂の萌芽といえる。やがて、競合する源姓足利義兼・新田義重との角逐や一門の分裂などで藤姓足利氏を取り巻く情勢は厳しいものとなり、内乱の過程で源頼朝に滅ぼされた。大胡・佐野・阿曾沼のなどの一門は頼朝に帰順し、鎌倉御家人として発展した。

## 一族

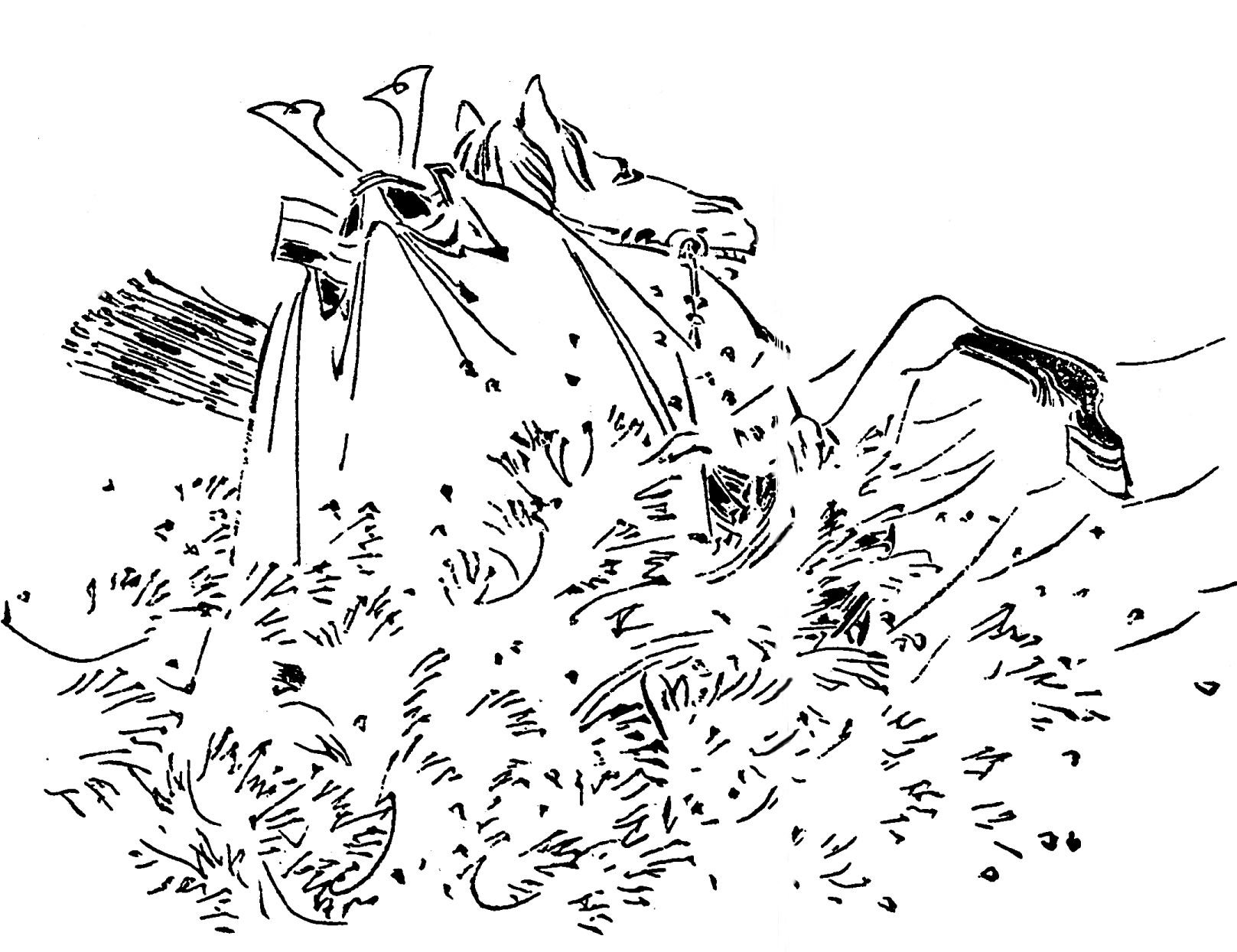
足利成行
- 足利成綱
- 足利家綱
- 足利俊綱
- 足利忠綱
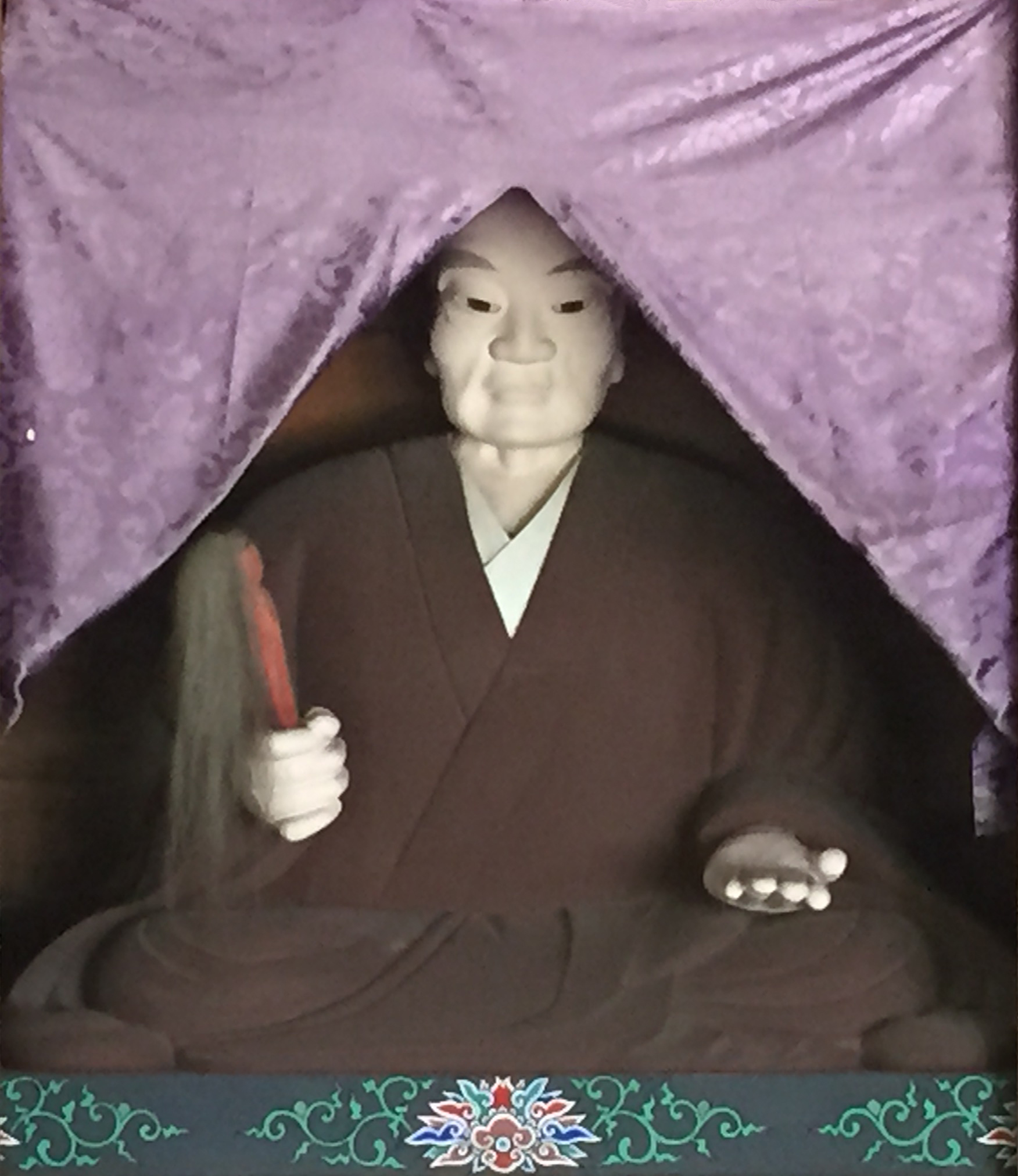
戸矢子有綱
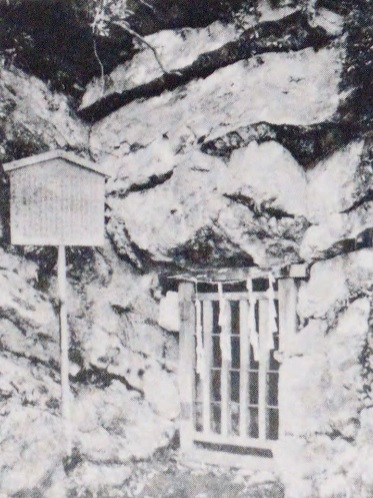
佐貫広綱

- 足利忠綱
- 戸矢子有綱
- 足利家綱